# Cyrtomium membranifolium
Cyrtomium membranifolium är en träjonväxtart som beskrevs av Ren-Chang Ching, Amp; K. H. Shing, H. S. Kung och P. S. Wang. Cyrtomium membranifolium ingår i släktet Cyrtomium och familjen Dryopteridaceae. Inga underarter finns listade.